# Colpothrinax cookii
Colpothrinax cookii är en enhjärtbladig växtart som beskrevs av Robert William Read. Colpothrinax cookii ingår i släktet Colpothrinax och familjen Arecaceae. Inga underarter finns listade i Catalogue of Life.